# جيوفاني كورتيس غوميز
جيوفاني كورتيس غوميز (مواليد 23 يناير 1993) هو لاعب كرة قدم برازيلي.

## وصلات خارجية
- جيوفاني كورتيس غوميز على موقع رابطة كرة القدم اليابانية للمحترفين (اليابانية)
- جيوفاني كورتيس غوميز على موقع قاعدة بيانات كرة القدم.إي يو (الإنجليزية)
- جيوفاني كورتيس غوميز على موقع Soccerway.com (الإنجليزية)
- جيوفاني كورتيس غوميز على موقع عالم كرة القدم.نت (الإنجليزية)